# هیلات رادی البهام
هیلات رادی البهام یک منطقهٔ مسکونی در عربستان سعودی است که در استان مدینه واقع شده‌است.